# Kilpisaari (ö i Norra Savolax, Norra Savolax, lat 63,60, long 26,56)
Kilpisaari är en ö i Finland. Den ligger i sjön Kilpijärvi och i kommunen Kiuruvesi i den ekonomiska regionen  Övre Savolax ekonomiska region  och landskapet Norra Savolax, i den centrala delen av landet, 400 km norr om huvudstaden Helsingfors. Öns area är 0,5 hektar och dess största längd är 100 meter i sydöst-nordvästlig riktning.